# آلفردو کرائوس
آلفردو کرائوس (اسپانیایی: Alfredo Kraus‎؛ ۲۴ سپتامبر ۱۹۲۷ – ۱۰ سپتامبر ۱۹۹۹) یک خواننده تنور برجستهٔ اپرا اهل اسپانیا بود. شهرت او به سبب هنر بی‌نظیرش در زمینه بل کانتو در اپرا بود. او را یکی از بهترین مترجمان و اجراکنندگان شخصیت اصلی اپرای «ورتر» اثرِ «ژول ماسنه» (بویژه در آریای «برای چه مرا از خواب بیدار کردی؟») می‌دانند.

## زندگی‌نامه
پدر او اتریشی و مادرش اسپانیایی بود و یادگیری موسیقی را با فراگیری نواختن پیانو از سن ۴ سالگی آغاز کرد و در سن ۸ سالگی در گروه کُر مدرسه‌اش، آواز می‌خواند. برادر او «فرانسیسکو کرائوس تروخی‌یّو» نیز یک خوانندهٔ باریتون اپراست و در کنار او به تحصیل موسیقی پرداخته است. او فنون صداسازی و خوانندگی را نزد «مرسدس یوپارت» در میلان آموخت.
تکنیک عالی او در خوانندگی و مراقبتی که از صدایش می‌کرد، باعث شد تا اوایل هفتاد سالگی، به کار خوانندگی اپرا ادامه دهد. او صدایی بسیار صاف و واضح با دانگ بالا داشت. به همین دلیل، برخی از خبرگان و صاحب‌نظران اپرا، او را یکی از بزرگترین خوانندگان تنور در قرن بیستم می‌دانند.
اولویت او در خوانندگی، یک‌پارچگی و ظرافت هنری در اجرای نقش‌ها بود، تا نشان دادن قدرت و وسعت صدایش و این یکی دیگر از دلایلی بود که در جامعه موسیقی و هنر، احترام زیادی برایش قائل بودند.
او برندهٔ جوایز گوناگونی از جمله «جایزهٔ شاهدخت آستوریاس» (۱۹۹۱) شده است.